# Saltum
Saltum ist eine kleine Stadt in Vendsyssel mit 673 Einwohnern  (2015) und gehört zur Kirchspielsgemeinde Saltum Sogn. Die Stadt liegt 6 km östlich von der Nordseeküste und Saltum Strand und 6 km nördlich von Pandrup. Von Aalborg ist Saltum etwa 33 km entfernt. Die Stadt befindet sich in der Region Nordjylland und gehört zur Jammerbugt Kommune.
Saltum ist eine ausgeprägte Touristenstadt, die jeden Sommer von vielen Touristen besucht wird. In 4 km Entfernung liegt der Freizeitpark Fårup Sommerland. Darüber hinaus befindet sich der Badeort Blokhus 9 km südwestlich von Saltum.

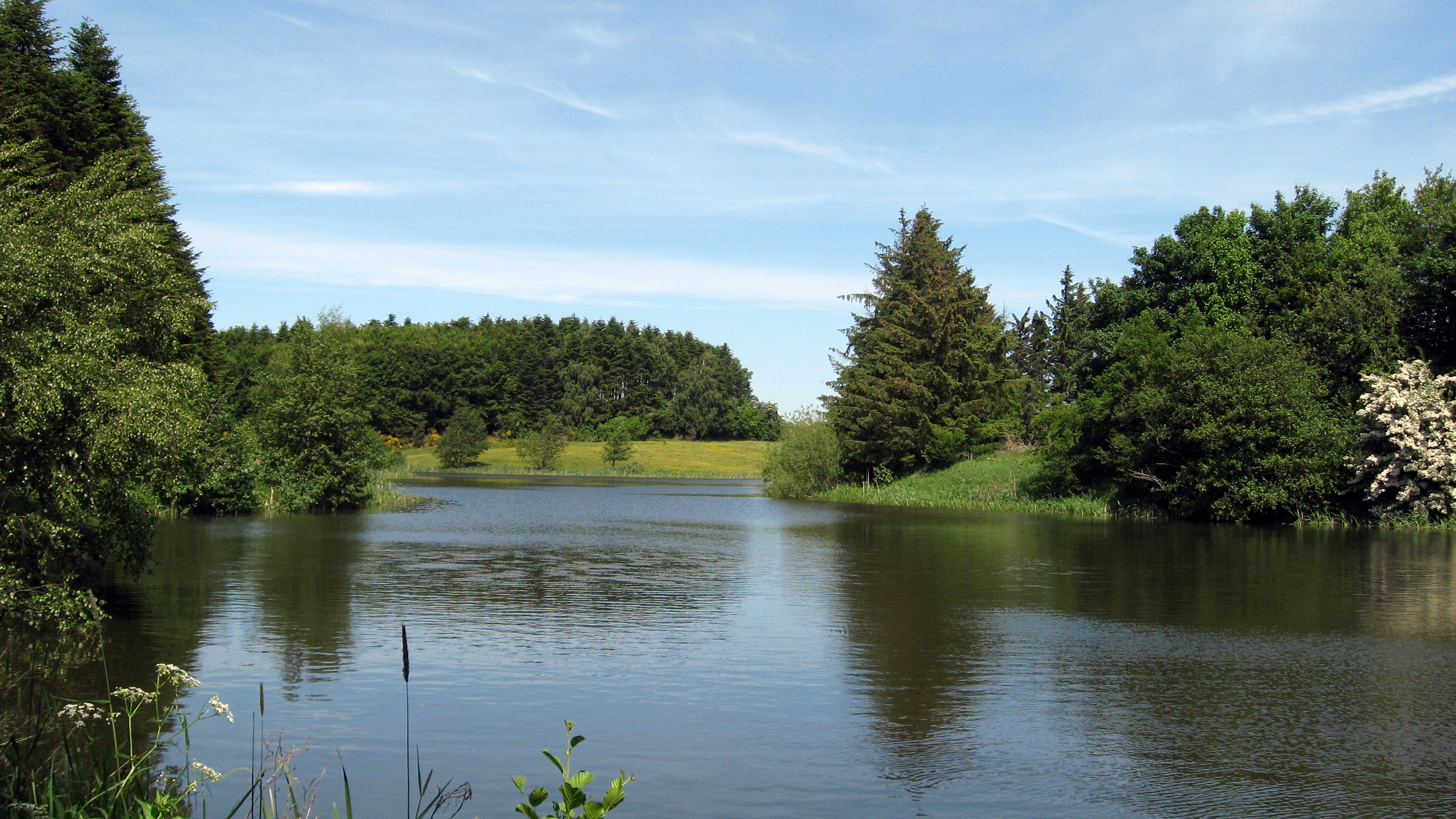
Nols Sø in Saltum

Neben dem Tourismus ist Saltum auch für die frühere Saltum Bryggeri bekannt, heute die Brauereiengruppe Saltum og Neptun Bryggerier A/S, die sich im Besitz der Carlsberg A/S befindet. Saltum og Neptun Bryggerier produziert in Saltum Flaschenwasser der Marke Kildevæld.